# هدية (الكويت)
هدية، هي إحدى مناطق دولة الكويت، وقد سميت بهذا الاسم نسبة إلى معركة هدية. تقع في محافظة الأحمدي جنوب مدينة الكويت، وتجاور منطقة هدية من الشمال منطقة ضاحية جابر العلي، ومن الشرق منطقة الرقة، ومن الجنوب مستشفى العدان، ويمر بجانب منطقة هدية من الشرق شارع الغوص ومن الغرب طريق الملك فهد بن عبد العزيز آل سعود.